# Arnholdt Kongsgård

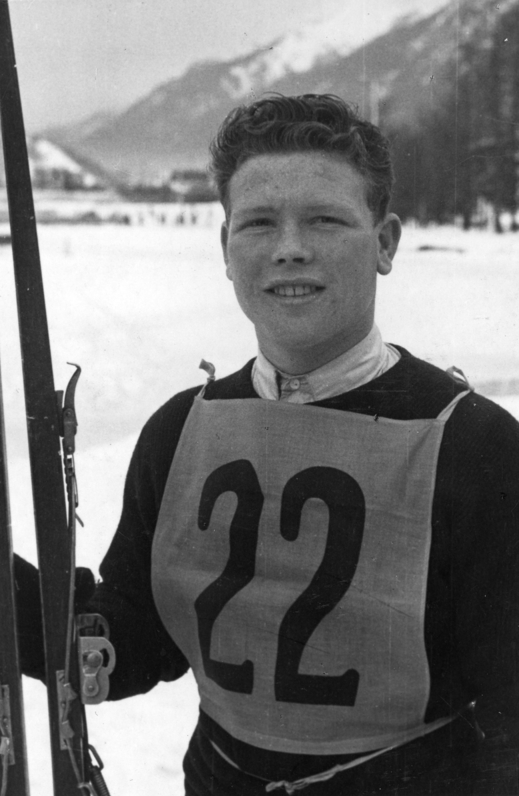

Arnholdt Johannes Kongsgård född 23 november 1914 i Kongsberg i Buskerud fylke, död 22 januari 1991 i Kongsberg var en norsk backhoppare som tävlade för Kongsberg IF.

## Karriär
Arnholdt Kongsgård var med i backhopparmiljön i Kongsberg som startades av bröderna Ruud. Han blev känd i Norge efter en fjärdeplats i Holmenkollrennet 1934. Han blev nummer tre i norska mästerskapen 1936 och kvalificerade sig till norska OS-laget. 
Under olympiska spelen 1936 i Garmisch-Partenkirchen i södra Tyskland blev Kongsgård nummer 8 i backhoppstävlingen. Klubbkamraten Birger Ruud vann tävlingen före Sven Eriksson (efter OS: Sven Selånger) från Sverige och Reidar Andersen från Norge.
Vid Skid-VM 1938 blev Arnholdt Kongsgård nummer 6 i en tävling som vanns av Asbjørn Ruud, en annan klubbkamrat av Kongsgård. Arnholdt Kongsgård vann en bronsmedalj under Skid VM året efter, 1939, i Zakopane i Polen. Han var 1,6 poäng efter vinnaren Josef "Sepp" Bradl som tävlade för Tyskland (Sepp Bradl kom från början från Österrike, men tävlade för Tyskland efter att Österrike 1938 anslöts till Tyskland) och 1,1 poäng efter Birger Ruud i en mycket jämn tävling.
Arnholdt Kongsgård blev nummer tre i norska mästerskapen 1938, 1939 och 1946.

## Övrigt
Sonen Knut Kongsgård blev Europeisk junior-mästare i backhoppning 1968. Barnbarnet Anne Molin Kongsgård deltog i olympiska spelen 1998 i Nagano i Japan i snowboard (halfpipe). Hon blev nummer 16 i Kanbayashi Sports Park, Yamanouchi.
Arnholdt Kongsgård har fått en väg i Kongsberg uppkallad efter sig, Noltens vei. "Nolten" var Kongsgårds smeknamn.